# 広山田村
広山田村（ひろやまだむら）は、秋田県南秋田郡にかつて存在した村。
現在の秋田市広面・柳田・蛇野・楢山・楢山石塚町・楢山太田町・楢山大元町・楢山金照町・楢山城南町・手形山北町・手形山中町・手形山東町・手形山南町・東通観音前・東通館ノ越・東通明田の全域と、楢山愛宕下・楢山城南新町・手形山西町・東通・東通仲町・中通・南通宮田・桜・横森・牛島東の一部に相当する。

## 歴史
- 1873年（明治6年） - 大区小区制下で、楢山村は秋田県第1大区3小区に、広面村・柳田村・蛇野村は6小区に、それぞれ属した[1]。
- 1884年（明治17年） - 郡区町村編制法の下で、手形村・蛇野村・広面村・柳田村が連合。戸長役場は広面村に設置された[2]。
- 1889年（明治22年）4月1日 - 町村制施行に伴い、広面村・楢山村・柳田村・蛇野村が合併し広山田村が発足。旧4村は大字となる。
  - 広面村・柳田村・蛇野村は楢山村の除外を主張し、楢山村も単独立村を主張した[3]。しかし県が合併枠の変更を認めず、4村での合併となった。
  - 蛇野村の一部は分割され、下旭川村大字手形の小字となった[4]。
- 1902年（明治35年）10月21日 - 楢山字長沼に秋田駅開業。
- 1905年（明治38年）8月1日 - 楢山字観音前・字長沼・字宮田・字愛宕下を分割し秋田市に編入。
- 1941年（昭和16年）4月1日 - 全域が秋田市に編入され、広山田村は廃止される。旧4大字は秋田市の大字となる。

## 著名出身者
- 湯沢幸吉郎（国語学者）